# Крузенштерн, Фёдор Карлович
Фёдор Карлович (Иоганн Фридрих Магнус) фон Крузенштерн (25.06.1823 — 14.03.1898) — вице-адмирал Российского императорского флота, командир шхерного отряда лодок и миноносок Балтийского флота.

## Семья
Фёдор Карлович родился 25 июня 1823 года. Отец Ревельский уездный судья Карл Фёдорович (Карл Фридрих) (04.10.1769 — 01.01.1847). Мать Анна София, урождённая фон Берг (18.05.1788 — 10.10.1878)
Братья:
- Александр (1801—1874) — генерал-лейтенант
- Филипп-Адам (1805—1859) — офицер лейб-гвардии, чиновник
- Георгий (1809—1828)
- Эберхард-Карл-Юлиус (1813—1882) — генерал-майор флота
- Яков-Фридрих-Эдуард (1814—1858) — капитан Отдельного корпуса путей сообщения
- Георг-Теодор (1829—1898)
- Пауль-Отто-Николай (1830—1877)
- Павел (1834—1892) — полковник, герой Русско-турецкой войны 1877—1878 годов.

Был женат на Шарлотте фон Клюген (19.03.1825 — 01.05.1891).
- Дети:
  - Аксель (Карл Панкратиус), род. 27 декабря 1851 года
  - Николай (Фридрих Людвиг), род. 7 февраля 1854 года
  - Эрих (Константин Эрих Мориц), род. 20 июня 1859 года
  - Эльза, род. 6 июля 1861 года
  - Альфред (Альфред Отто), род. 18 декабря 1864 года

## Служба
Как и родные братья Яков и Карл, Фёдор окончил Морской кадетский корпус — в 1841 году был выпущен гардемарином. Зачислен на Балтийский флот.
В 1842 году служил на корабле «Император Петр I» под командованием капитана 1-го ранга А. В. Шулепникова. Далее до 1844 года на транспортах «Мета» и «Тверь». В 1845 году на пароходо-фрегате «Богатырь». В 1846 году вновь на корабле «Император Петр I», в 1847 году переведён на корвет «Львица» под командованием С. А. Баранова, в 1848 году вернулся на «Император Александр I».
В 1849—1850 годах в гвардейском генеральном штабе занимал адъютантскую должность при Главном командире Ревельского порта графе Ф. Л. Гейдене.
С 1850 по 1853 год находился при дирекции Балтийских маяков.
Во время Крымской войны Ф. К. Крузенштерн состоял ординарцем по морской части при командующих войсками в Эстляндии генерал-лейтенанте Ф. Ф. Берге и генерале П. Х. Граббе. 26 июня 1855 года принял участие в бою с двумя английскими канонерскими лодками.
В 1857—1858 годах служил на корабле «Прохор».
С 1858 по 1860 год в чине капитан-лейтенанта занимал должность старшего офицера линейного корабля «Гангут».
В 1861—1862 годах командовал винтовой лодкой «Вихрь».
С 1862 по 1865 год командовал клипером «Изумруд».
В 1866—1867 годах помощник командира 3-го флотского экипажа.
С 1867 по 1872 год командовал фрегатом «Пересвет». Выходил в практическое плавание с воспитанниками Морского училища в Финский залив. 22 сентября 1868 года «за выслугу 25-ти лет в офицерских чинах и бытность в сражениях» награжден орденом Св. Владимира IV степени с бантом.
В 1872—1874 годах возглавлял комиссию по обзору финляндских шхер.
В январе 1874 года назначен командиром 1-го флотского экипажа.
В 1883 году Ф. К. Крузенштерн руководил шхерным отрядом лодок и миноносок, а в марте 1885 года был уволен от службы.
Скончался Фёдор Карлович 14 марта 1898 в Санкт-Петербурге.